# Morti nel 1728
| Questa pagina contiene informazioni ricavate automaticamente dalle voci biografiche con l'ausilio del template Bio e di un bot. L'aggiornamento è periodico e automatico e ricostruisce completamente la pagina. Se manca una persona in questa lista, sei pregato di non aggiungerla, ma accertati piuttosto che la sua voce biografica contenga il template Bio e che i dati anagrafici siano correttamente compilati. Se il template Bio manca, inseriscilo tu stesso o, in alternativa, metti l'avviso {{tmp\|Bio}} che ne segnala la mancanza. Se i dati riportati sono sbagliati, correggi direttamente la voce biografica; le modifiche saranno visibili in questa lista entro pochi giorni. Per chiarimenti vedi il progetto biografie. La lista contiene solo le 98 persone che sono citate nell'enciclopedia e per le quali è stato implementato correttamente il template Bio. Pagina aggiornata al 5 set 2024. |

## Gennaio(8)
- 1º gennaio - Federico Antonio Ulrico di Waldeck e Pyrmont, conte (n. 1676)
- 7 gennaio - Marc-Antoine Legrand, attore teatrale e drammaturgo francese (n. 1673)
- 16 gennaio - Fra Santo di San Domenico, religioso italiano (n. 1655)
- 20 gennaio - Guérin d'Estriché, attore teatrale francese (n. 1636)
- 22 gennaio - Pietro Priuli, cardinale e vescovo cattolico italiano (n. 1669)
- 24 gennaio - Domenico Pelli, architetto e imprenditore svizzero (n. 1657)
- 27 gennaio - François Duval, violinista e compositore francese (n. 1672)
- 30 gennaio - Elisabetta Augusta Sofia del Palatinato-Neuburg, nobile tedesca (n. 1693)

## Febbraio(10)
- 7 febbraio - Niccolò Caracciolo, cardinale italiano (n. 1658)
- 12 febbraio - Agostino Steffani, vescovo cattolico e compositore italiano (n. 1654)
- 13 febbraio - Cotton Mather, pastore protestante e medico statunitense (n. 1663)
- 16 febbraio - Enrico di Sassonia-Weissenfels-Barby, nobile tedesco (n. 1657)
- 16 febbraio - Aurora von Königsmarck, religiosa tedesca (n. 1662)
- 20 febbraio - Jacques Raudot, funzionario francese (n. 1638)
- 20 febbraio - Ottavio Scarampi del Cairo, militare italiano (n. 1672)
- 24 febbraio - Charles-René Reynaud, matematico francese (n. 1656)
- 25 febbraio - Alexander zu Dohna-Schlobitten, militare e diplomatico prussiano (n. 1661)
- 28 febbraio - Ogyū Sorai, filosofo giapponese (n. 1666)

## Marzo(5)
- 4 marzo - Anna Petrovna Romanova, nobile (n. 1708)
- 7 marzo - Federico Luigi di Schleswig-Holstein-Sonderburg-Beck, ufficiale tedesco (n. 1653)
- 8 marzo - Giovanni Mario Crescimbeni, poeta e critico letterario italiano (n. 1663)
- 20 marzo - Ulisse Giuseppe Gozzadini, cardinale e vescovo cattolico italiano (n. 1650)
- 20 marzo - Camille d'Hostun, generale e nobile francese (n. 1652)

## Aprile(7)
- 10 aprile - Nicodemus Tessin il Giovane, architetto svedese (n. 1654)
- 13 aprile - Bernardino Marinali, miniatore italiano (n. 1645)
- 13 aprile - Johann Christoph Schmidt, compositore e direttore d'orchestra tedesco (n. 1664)
- 21 aprile - Filippo Antonio Gualterio, cardinale, arcivescovo cattolico e collezionista d'arte italiano (n. 1660)
- 23 aprile - Tomás de Torrejón y Velasco Sánchez, compositore, musicista e organista spagnolo (n. 1644)
- 25 aprile - Augusta Maria di Holstein-Gottorp, nobile tedesca (n. 1649)
- 30 aprile - Jacob Heinrich von Flemming, politico e generale tedesco (n. 1667)

## Maggio(6)
- 3 maggio - Claude-François Fraguier, religioso e letterato francese (n. 1660)
- 7 maggio - Rosa Venerini, religiosa e educatrice italiana (n. 1656)
- 10 maggio - Jan Pieter van Baurscheit il Vecchio, scultore e architetto tedesco (n. 1669)
- 17 maggio - Cristiano Filippo di Waldeck e Pyrmont, nobile tedesco (n. 1701)
- 19 maggio - Claude Le Blanc, politico e nobile francese (n. 1669)
- 25 maggio - Federico Luigi di Nassau-Ottweiler, nobile tedesco (n. 1651)

## Giugno(5)
- 7 giugno - Ivan Petrovič Tolstoj, politico russo (n. 1685)
- 10 giugno - Marino Groppelli, scultore e architetto italiano (n. 1662)
- 13 giugno - Federico Cristiano di Schaumburg-Lippe, sovrano (n. 1655)
- 23 giugno - Gabriel Daniel, storico e gesuita francese (n. 1649)
- 30 giugno - Otto Friedrich von der Groeben, militare e esploratore prussiano (n. 1657)

## Luglio(4)
- 2 luglio - Jemima Crew, nobildonna inglese (n. 1675)
- 4 luglio - Hartmann del Liechtenstein, principe e militare austriaco (n. 1666)
- 26 luglio - Paolo De Matteis, pittore italiano (n. 1662)
- 28 luglio - Maria Enrichetta de La Tour d'Auvergne, nobile francese (n. 1708)

## Agosto(8)
- 1º agosto - Paolo Antonio Pesenti, presbitero italiano (n. 1666)
- 3 agosto - Abraham de Peyster, politico statunitense (n. 1657)
- 9 agosto - Gerolamo Francesco Malpasciuto, vescovo cattolico e nobile italiano (n. 1656)
- 11 agosto - William Sherard, botanico inglese (n. 1659)
- 14 agosto - Ernesto Augusto II di Hannover, nobile tedesco (n. 1674)
- 15 agosto - Marin Marais, gambista e compositore francese (n. 1656)
- 26 agosto - Guglielmo Ernesto di Sassonia-Weimar, duca tedesco (n. 1662)
- 26 agosto - Anna Maria di Borbone-Orléans, principessa francese (n. 1669)

## Settembre(5)
- 5 settembre - Antoine-François de Laval, cartografo e astronomo francese (n. 1664)
- 7 settembre - Henry Clinton, VII conte di Lincoln, politico inglese (n. 1684)
- 16 settembre - Andrej Artamonovič Matveev, diplomatico russo (n. 1666)
- 21 settembre - Johann Friedrich II von Alvensleben, politico e diplomatico tedesco (n. 1657)
- 23 settembre - Christian Thomasius, giurista e filosofo tedesco (n. 1655)

## Ottobre(8)
- 1º ottobre - Robert Livingston il Vecchio, imprenditore scozzese (n. 1654)
- 2 ottobre - Zeger Bernard van Espen, teologo belga (n. 1646)
- 7 ottobre - Jean-Baptiste Volumier, violinista e compositore fiammingo
- 8 ottobre - Marthe Le Rochois, soprano e insegnante francese
- 8 ottobre - Anne Danican Philidor, compositore e oboista francese (n. 1681)
- 9 ottobre - James Cecil, V conte di Salisbury, nobile e politico inglese (n. 1691)
- 15 ottobre - Bernard de La Monnoye, avvocato, poeta e filologo francese (n. 1641)
- 18 ottobre - Ferenc Gyulay, generale austriaco (n. 1674)

## Novembre(5)
- 7 novembre - Ascanio Gonzaga, militare e arcivescovo cattolico italiano (n. 1654)
- 15 novembre - Élie Benoît, storico e teologo francese (n. 1640)
- 19 novembre - Leopoldo di Anhalt-Köthen, principe (n. 1694)
- 22 novembre - Natal'ja Alekseevna Romanova, principessa russa (n. 1714)
- 28 novembre - Alexander Gordon, II duca di Gordon, nobile scozzese (n. 1678)

## Dicembre(7)
- 8 dicembre - Camillo Rusconi, scultore italiano (n. 1658)
- 13 dicembre - Filippo Alfonso Gonzaga, nobile italiano (n. 1700)
- 13 dicembre - Giuseppe Zambeccari, anatomista italiano (n. 1655)
- 14 dicembre - Đuro Matijašević, poeta, letterato e presbitero croato (n. 1670)
- 20 dicembre - Jakob Wilhelm Imhoff, storico e genealogista tedesco (n. 1651)
- 22 dicembre - René Pignon Descoteaux, flautista francese
- 28 dicembre - Anna Sofia di Sassonia-Gotha-Altenburg, principessa sassone (n. 1670)

## Senza giorno specificato(20)
- Nişancı Mehmed Pascià, politico ottomano
- Muhammad bin Nasir, sovrano omanita
- Franz Ableithner, scultore tedesco
- Fëdor Matveevič Apraksin, ammiraglio russo (n. 1661)
- Johann Auffenwerth, ceramista e decoratore tedesco
- Michele Angelo Borio, militare italiano (n. 1645)
- John Campbell, editore britannico (n. 1653)
- Carlo Sigismondo Capece, drammaturgo e librettista italiano (n. 1652)
- Bernardino Ciceri, pittore italiano (n. 1650)
- Cirillo IV di Costantinopoli, arcivescovo ortodosso greco
- Alessandro Gagliano, liutaio italiano (n. 1660)
- Gaetano Greco, compositore e organista italiano
- Giovanni Battista Manni, architetto, ingegnere e urbanista italiano
- Jean Pontas, teologo francese (n. 1638)
- Sante Prunati, pittore italiano (n. 1656)
- Jean Quinault, attore teatrale francese (n. 1656)
- Jean-Pierre Ricard, giurista francese (n. 1674)
- John Spotiswood, giurista britannico (n. 1667)
- Renaud des Marchais, cartografo, esploratore e navigatore francese (n. 1683)
- Juan Rodríguez Juárez, pittore messicano (n. 1675)